# Oryzias pectoralis
Espèce
Statut de conservation UICN

 DD  : Données insuffisantes
Oryzias pectoralis est une espèce de poissons d'eau douce de la sous-famille des Oryziinae (famille des Adrianichthyidae).

## Répartition et habitat
Cette espèce est originaire au Laos et au Viêt Nam. Elle se rencontre dans les rizières, les marécages et les zones abritées des rivières à courant lent.

## Description
Oryzias pectoralis peut mesurer jusqu'à 22 mm, queue non comprise.

## Systématique
Le nom valide complet (avec auteur) de ce taxon est Oryzias pectoralis Roberts (d), 1998,.

## Étymologie
Son épithète spécifique, pectoralis, fait référence à la tache noire présente sur les nageoires pectorales.

## Publication originale
- (en) Tyson R. Roberts, « Systematic observations on tropical Asian medakas or ricefishes of the genus Oryzias, with descriptions of four new species », Ichthyological Research, Springer Science+Business Media et Nihon Gyorui Gakkai (d), vol. 45, no 3,‎ septembre 1998, p. 213-224 (ISSN 1341-8998 et 1616-3915, DOI 10.1007/BF02673919, lire en ligne).